# Khadija

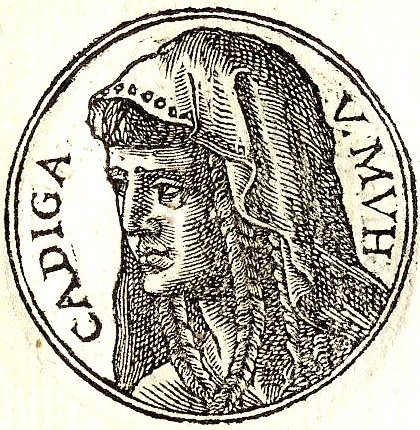
Khadija, Promptuarii Iconum Insigniorum

Khadija bint Choewailid of Chadiedja bint Choewailid (Arabisch:  خديجه) (Mekka ca. 555 - Mekka, 619) was profeet Mohammeds eerste vrouw en volgens de overleveringen de eerste vrouw en persoon die zich bekeerde tot de islam, de religie die Mohammed was begonnen te prediken.
Haar geslachtsregister is als volgt: Khadija bint Choewailid ibn Asad ibn Abd-al Uzza ibn Qusai ibn Kilab. Hiermee komt haar stamboom bij Qusai ibn Kilab, de vijfde generatie voorvader van Mohammed, met Mohammed bijeen.
Khadija, de dochter van Choewailid, was van adellijke afkomst. Zij was degene die Mohammed benaderde voor het huwelijk middels haar vriendin, Nafisah.
Khadija was mooi en intelligent en had veel geërfd van haar vader en haar vorige man. Ze was onafhankelijk en had een goedlopend handelsbedrijf dat ze het liefst zelf beheerde, in een tijd dat de meeste vrouwen niets zelf mochten doen. Velen van de Qoeraisj vroegen haar ten huwelijk, maar werden vriendelijk doch beslist afgewezen. Toen ze Mohammed echter ontmoette, bleek hij de juiste voor haar te zijn. Hij had een goed karakter en kwam uit de meest vooraanstaande familie van de Qoeraisj en had de bijnamen al-Amien (de betrouwbare) en Sadiq (de oprechte). Zij was op haar beurt de enige vrouw die hem had kunnen begrijpen en steunen bij de beproevingen die hem te wachten stonden.  Khadija was veertig jaar oud in die tijd, Mohammed vijfentwintig. 
In eerste instantie nam hij haar handel over en deed zijn plichten als echtgenoot en vertegenwoordiger met veel succes. Maar de scherpzinnige, begripvolle Khadija merkte dat de handel hem niet echt kon boeien, en dus onthief ze hem van zijn plichten, om hem in staat te stellen lange maanden van beschouwing en eenzame aanbidding door te brengen in de bergen, in de grot Hira. Mohammed dacht tijdens die perioden van afzondering niet meer aan zichzelf en vergat te eten en te drinken, dus Khadija was dan zo attent eten naar de grot te sturen.
Op een dag keerde hij bevend van angst en verwondering uit de bergen terug, om haar zijn visioen te vertellen. Wijzer dan de meeste andere vrouwen als ze was, begreep ze de aard van Mohammeds visioenen en verzekerde hem ervan dat God iemand met zo'n goed karakter niet krankzinnig zou maken. Zodra hij opdracht kreeg de boodschap te verkondigen, getuigde Khadija van haar geloof in God en Mohammed als zijn boodschapper. Ze was, na Mohammed, de eerste moslim op aarde.
Khadija was het toonbeeld van erbarmen en tederheid, en toen de jaren van strijd tegen de Mekkaanse heidenen begonnen, stond ze vastberaden en standvastig naast haar vervolgde man. Ze verlichtte zijn zware verantwoordelijkheden en liet de kwellingen van de Qoeraisj onbelangrijk schijnen.
Toen de Qoeraisj de moslims boycotten, verdroeg ze met hem geduldig de drie jaren van ernstige ontbering in de bergen, en omdat ze als rijke vrouw niet aan zo'n zwaar leven gewend was, kostte haar dat haar gezondheid. Ze stierf met een aanmoediging voor haar man op haar lippen, volledig vertrouwend op God.
Khadija's dood trof Mohammed zwaar, en hij rouwde om haar zoals hij nog nooit om iemand gerouwd had. Niemand kon ooit haar plaats innemen. Veelbetekenend zijn Aïsja`s woorden: "Ik ben op geen vrouw zo jaloers als op zijn herinneringen aan Khadija."
Het huwelijk van Mohammed en Khadija duurde vijfentwintig jaar. Het was een ideaal huwelijk, gebaseerd op wederzijdse liefde en respect. Gedurende die vijfentwintig jaar groeide Mohammed uit van een jongeman tot een rijpe, begaafde profeet. Zijn levenswijze verschilde nauwelijks van die van andere mensen van zijn leeftijd en achtergrond, maar twee zaken onderscheidden hem: de lange maanden van verering die hij in de bergen doorbracht, en het feit dat hij nooit naar een andere vrouw dan Khadija verlangde. Dit was zeer opmerkelijk in een tijd waarin de meeste mannen meerdere vrouwen en slavinnen hadden.
De drie jaren na de dood van Khadija waren de verdrietigste jaren van Mohammeds leven, omdat hij door haar dood geen troost en begrip meer in huis vond, en door Aboe Talibs dood vlak daarvoor geen steun meer buitenshuis vond. Juist op het moment dat de Qoeraisj hun verzet tegen hem versterkten en nog meer druk op hem uitoefenden, was hij alleen en zonder troost of hulp om zijn boodschap te verdedigen tegen de boosaardige krachten van gemene, brute hebzucht.
Tot aan haar dood leefden zij 25 jaar gelukkig in een monogaam huwelijk en samen kregen ze vier dochters (Zaynap, Roekajja, Oem Koelthoem en Fatima) en twee zonen genaamd Kasim en Abdullah, die kort na de geboorte stierven. Na haar dood trouwde Mohammed volgens de Hadith van Bukhari (1:282) met nog minstens negen andere vrouwen.